# Thievy Bifouma Koulossa
Thievy Guivane Bifouma Koulossa (nascut el 13 de maig de 1992 a Saint-Denis, França), és un futbolista professional francès internacional amb la República del Congo.
Va arribar a l'Espanyol el 2010 i durant la seva primera temporada va alternar el filial i el primer equip. La temporada 2012-13 va jugar com a cedit a la UD Las Palmas, on hi va fer una molt bona temporada, amb deu gols en trenta-cinc partits, i per això l'entrenador blanc-i-blau Javier Aguirre Onaindía va demanar el seu retorn a l'Espanyol, on va firmar un nou contracte com a jugador del primer equip que el vincula al club blanc-i-blau fins al 30 de juny del 2017.
La temporada 2013/14 disposa pocs minuts de joc encara aporta tres gols. Cap al final de la primera volta deixa de jugar i mostra que té problemes de disciplina que fan que el club l'aparti. Finalment al gener és cedit amb opció de compra al West Bromwich Albion anglès.